# Clemens Binninger

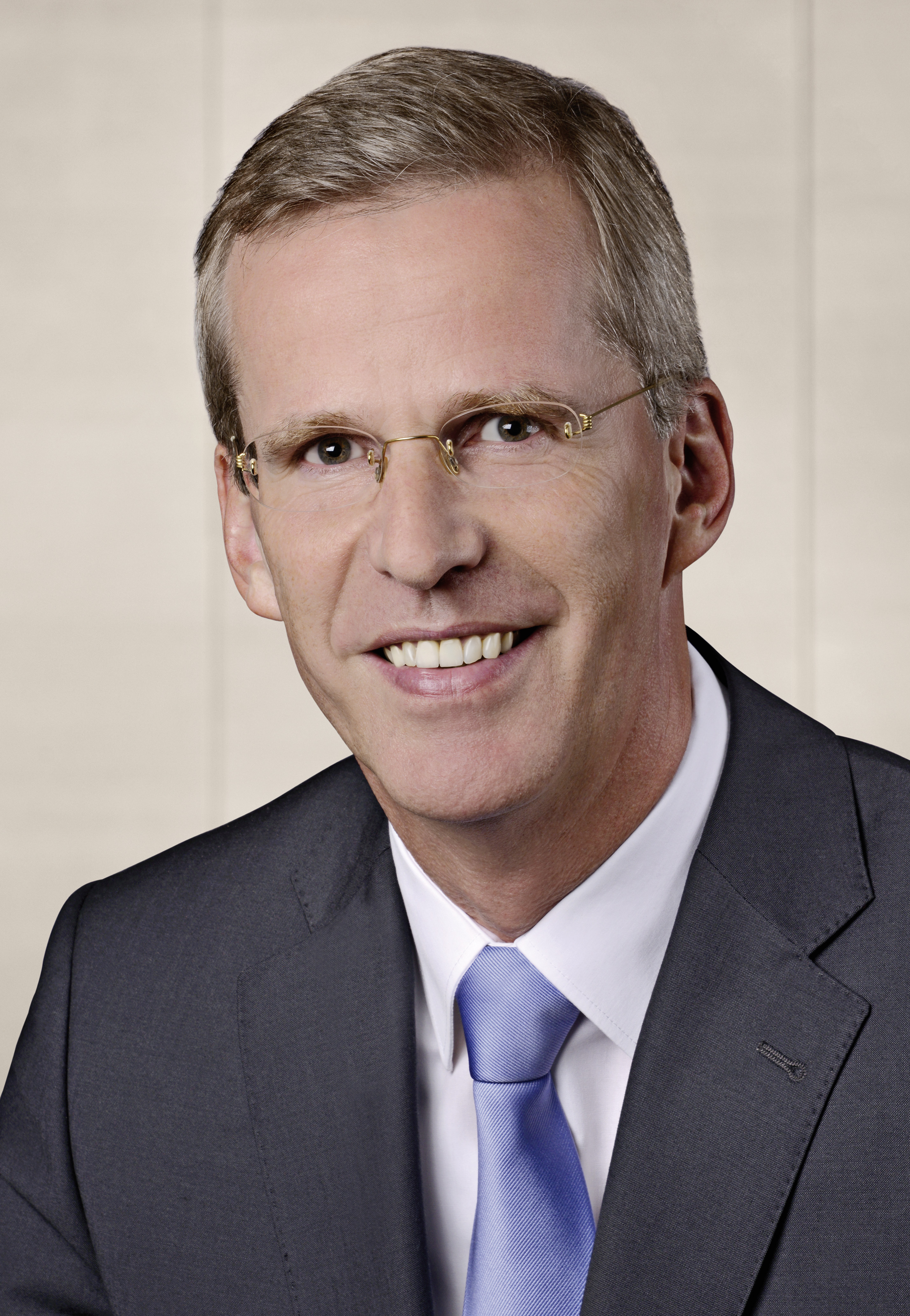
Clemens Binninger (2013)

Clemens Binninger (* 24. April 1962 in Bonndorf im Schwarzwald) ist ein deutscher ehemaliger Politiker (CDU) und Polizeibeamter. Von 2002 bis 2017 war er Mitglied des Deutschen Bundestages.

## Leben
Nach der Mittleren Reife 1979 trat Binninger in den mittleren Dienst der Polizei des Landes Baden-Württemberg ein und war bis 1988 als Streifenbeamter in Freiburg im Breisgau und in Stuttgart tätig. Nach dem berufsbegleitenden Erwerb der Fachhochschulreife studierte er von 1988 bis 1991 an der Hochschule für Polizei in Villingen-Schwenningen. Anschließend wechselte er in den gehobenen Dienst und war Polizeikommissar bei der Polizeidirektion Freiburg und im Innenministerium des Landes Baden-Württemberg.
Von 1995 bis 1997 absolvierte Binninger ein Studium für den höheren Dienst an der Polizei-Führungsakademie in Münster (heutige Deutsche Hochschule der Polizei). Anschließend arbeitete er als Dozent an der Akademie der Polizei Baden-Württemberg, bevor er 1999 als Referent in das baden-württembergische Innenministerium wechselte. Von 2001 bis 2002 war er schließlich Referent für Innen- und Sicherheitspolitik im Staatsministerium Baden-Württemberg.
Binninger ist seit 2017 geschäftsführender Gesellschafter der binninger & binninger GmbH, die als Beratungsunternehmen Unterstützung bei Strategieentwicklung, Interessensvertretung und Projektbegleitung anbietet.

## Politische Laufbahn
Binninger trat 1998 in die CDU ein und gehörte von 2001 bis zu seinem Ausscheiden aus dem Deutschen Bundestag 2017 kraft Amtes dem Vorstand des CDU-Kreisverbandes Böblingen an. Von 1998 bis 2005 war er Mitglied im Landesvorstand des Arbeitskreises Polizei der CDU-Baden-Württemberg; seit 2005 ist er kooptiertes Mitglied des Landesvorstandes. Von 2005 bis 2011 war er Beisitzer im Landesvorstand der CDU-Baden-Württemberg.

### Bundestagsabgeordneter
Von 2002 bis 2017 war Binninger Mitglied des Deutschen Bundestages. Dort war er zuletzt Berichterstatter der CDU/CSU-Bundestagsfraktion im Innenausschuss für Terrorbekämpfung, Organisierte Kriminalität und IT-Sicherheit sowie Luftsicherheit und Fragen des Öffentlichen Dienstes. Er war Mitglied des Visa-Untersuchungsausschusses des Deutschen Bundestages. Er verhandelte für seine Fraktion 2006 die Gesetze zur Terrorbekämpfung und zur Einrichtung einer Anti-Terror-Datei. Im Sommer 2006 schlug er vor, sogenannte „Rail-Marshalls“ (bewaffnete Zugbegleiter) zur Abwehr von Terroranschlägen auf den Bahnverkehr einzusetzen. Im Frühjahr 2008 sprach sich Binninger gegen die Erhöhung der Abgeordneten-Diäten aus. In der 16. Legislaturperiode (2005–2009) war er an den Verhandlungen zum Bundeskriminalamtgesetz, zum elektronischen Personalausweis, zur Dienstrechtsreform sowie zum Gesetz zur Stärkung der Sicherheit in der Informationstechnik des Bundes (BSI-Gesetz) beteiligt.
Er war in der 17. Wahlperiode Mitglied des Bundestags-Innenausschusses sowie des Parlamentarisches Kontrollgremiums. Im Untersuchungsausschuss „Terrorgruppe nationalsozialistischer Untergrund“ (NSU) leitete er als Obmann die Ausschussarbeit der CDU/CSU-Bundestagsfraktion.
In der 18. Legislaturperiode war er wieder ordentliches Mitglied im Innenausschuss sowie stellvertretender Vorsitzender des Parlamentarischen Kontrollgremiums (PKGr) und stellvertretendes Mitglied im Sportausschuss. Im März 2014 wurde Binninger zum Vorsitzenden des NSA-Untersuchungsausschusses über die 2013 durch Edward Snowden aufgedeckte globale Überwachungs- und Spionageaffäre gewählt. Am 9. April 2014 trat er von diesem Amt zurück, unter anderem, weil die Oppositionsparteien darauf bestanden, Edward Snowden als Zeugen zu vernehmen. Diese Begründung wurde in der Presse angezweifelt. Seit dem 25. November 2015 war Binninger Vorsitzender des 2. NSU-Untersuchungsausschusses des Bundestages („Terrorgruppe NSU II“).
Binninger ist stets als direkt gewählter Abgeordneter des Wahlkreises Böblingen in den Bundestag eingezogen, zuletzt bei der Bundestagswahl 2013 mit 54,3 Prozent der Erststimmen. Bei der Bundestagswahl 2017 verzichtete er auf eine erneute Kandidatur.
Binninger galt bis zu seinem Ausscheiden aus dem Parlament als führender Innen- und Sicherheitsexperte der Unionsfraktion. Inzwischen hat er mit seiner Frau Ulrike Binninger (parteilos), der langjährigen Bürgermeisterin von Nufringen, ein Beratungsunternehmen gegründet.

### Sonstiges Engagement
Binninger war von 2006 bis 2015 Präsident der THW-Landesvereinigung Baden-Württemberg e. V.
Darüber hinaus ist er Mitglied in folgenden Verbänden und Vereinen:
- Zweckverband Flugfeld
- Forum Region Stuttgart
- Deutsch-Amerikanisches Zentrum/James-F.-Byrnes-Institut (DAZ)
- International Police Association (IPA)
- Europa-Union Deutschland e. V. (EUD)
- Förderverein Zeltmusikfestival Freiburg e. V. (ZMF)

Im Jahr 2003 unterzeichnete Binninger die am 16. Februar in der New York Times veröffentlichte Solidaritätsanzeige der Atlantik-Brücke anlässlich des aufgrund des Irak-Kriegs zerrütteten Verhältnisses der USA mit Deutschland.

## Sonstiges

### Auszeichnungen
Während seines Studiums an der Hochschule für Polizei Villingen-Schwenningen wurde Binninger 1990 mit dem Preis des Landtags von Baden-Württemberg für besondere Leistungen auf dem Gebiet des Verfassungsrechts ausgezeichnet.

### Veröffentlichungen
- „Das Nebeneinander von Bundes- und Landesbehörden in der Inneren Sicherheit: Probleme und Lösungsvorschläge aus Sicht der parlamentarischen Praxis“ in: Jahrbuch des Föderalismus 2018, Europäisches Zentrum für Föderalismus-Forschung Tübingen (Hrsg.) Nomos Verlag Baden-Baden 2018, ISBN 978-3-8487-5534-9

- „Eine wirkungsvolle parlamentarische Kontrolle“ in: Rückhaltlose Aufklärung? NSU, NSA, BND – Geheimdienste und Untersuchungsausschüsse zwischen Staatsversagen und Staatswohl, Hoff/Kleffner/Pichl/Renner (Hrsg.) VSA-Verlag Hamburg 2019, ISBN 978-3-89965-791-3

- „Offene Fragen, bleibende Herausforderungen“ in: „Nationalsozialistischer Untergrund“ – Zehn Jahre danach und kein Schlussstrich, Tanjev Schultz (Hrsg.) Perspektiven auf Gesellschaft und Politik, Kohlhammer-Verlag Stuttgart 2021, ISBN 978-3-17-039621-0